# Anne Chapman

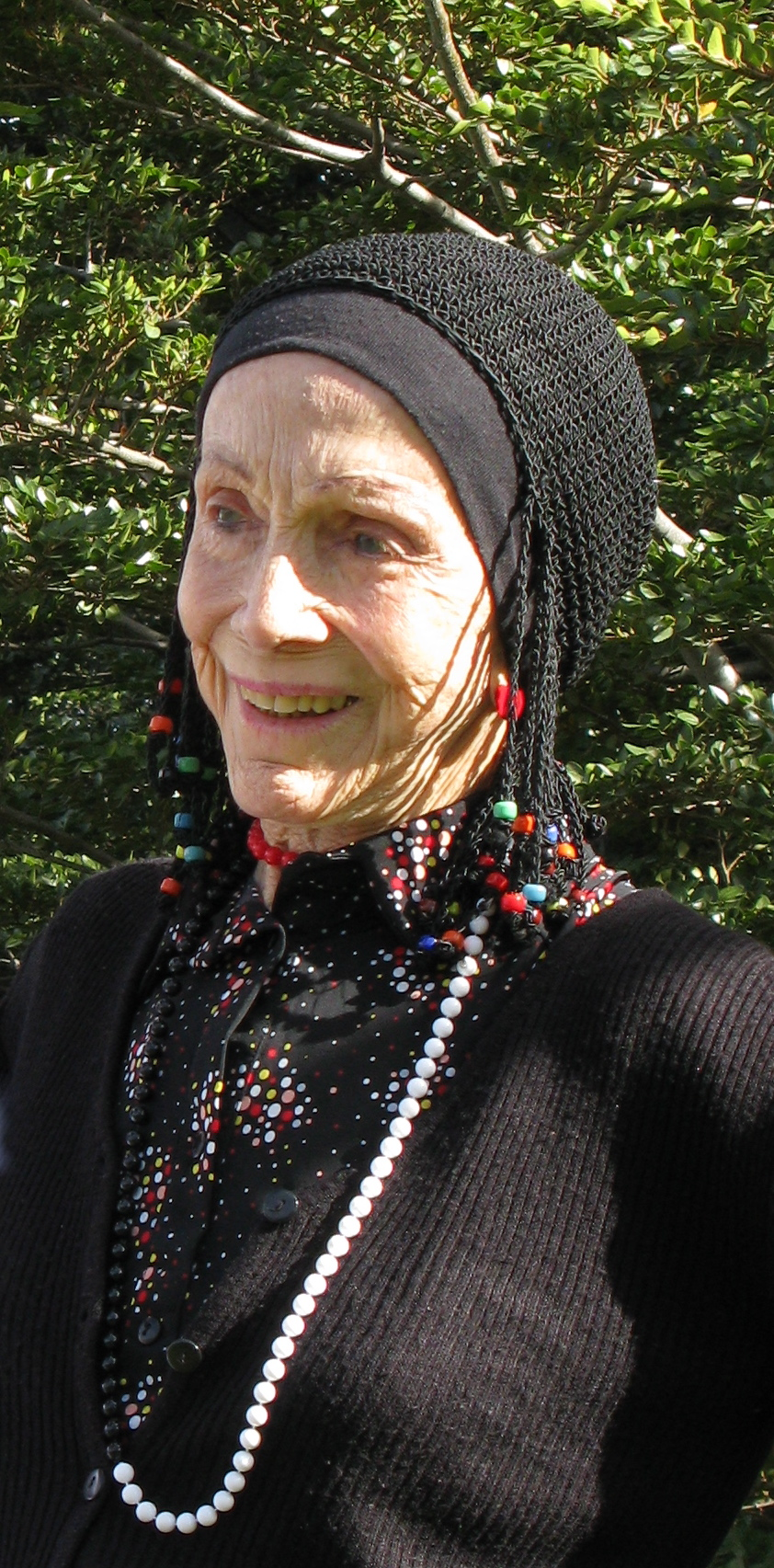
Anne Chapman (2009)

Anne MacKaye Chapman (* 28. November 1922 in Los Angeles, Vereinigte Staaten; † 12. Juni 2010 in Paris, Frankreich) war eine französisch-amerikanische Anthropologin und Ethnologin.

## Werdegang

### Studienzeit
Anne MacKaye Chapman studierte in den 1940er Jahren an der Escuela Nacional de Antropología e Historia (ENAH) in Mexiko-Stadt. Während dieser Zeit besuchte sie die Vorlesungen von zwei Professoren, die einen großen Einfluss auf ihr weiteres Leben hatten. Der erste Professor war Paul Kirchhoff, der mit seiner Ehefrau Hanna in den 1930er Jahren aus dem nationalsozialistischen Deutschen Reich nach Mexiko floh. Chapman und andere Studenten trafen ihn häufig nach dem Unterricht in einem Coffee-Shop, um über die Werke von Karl Marx, Friedrich Engels, Karl August Wittfogel, Theodor Cuno und Lewis Henry Morgan zu diskutieren. Im Rahmen seiner Lehrtätigkeit bestand Kirchhoff darauf, dass seine Studenten die deutsche Sprache erlernten. Nach seiner Auffassung sollten seine Studenten in der Lage sein, zumindest die Werke der bedeutenden Autoren über die prähispanische und die Kolonialgeschichte von Mexiko und Zentralamerika zu lesen, welche weder in das Englische noch in das Spanische übersetzt wurden. Unter den Werken waren die von Eduard Seler und Walter Lehmann. Das Grundwissen hinsichtlich der deutschen Sprache half ihr in den späten 1970er Jahren und frühen 1980er Jahren, als sie das Werk des Ethnologen Pater Martin Gusinde (SVD), über die Selk’nam (Ona) las. Der andere Professor an der ENAH war Wigberto Jiménez Moreno. Er war ein Kenner der indianischen und spanischen Quellen. Während seiner Vorlesungen pflegte er stets die Widersprüche und die Bedeutung der vorliegenden Quellen zu verdeutlichen. Die Menge an schriftlichen Quellen und indianischen Codexen war enorm mit Anspielungen auf Ereignisse und Dynastien von etwa 400 Jahren vor der Spanischen Eroberung Mexikos durch den spanischen Konquistador Hernán Cortés im Jahr 1521. Chapman entwickelte während ihrer Studienzeit eine Faszination, die vorliegenden Quellen zu einem Gesamtbild in Einklang zu bringen, ähnlich einem Puzzle. Ihre Masterarbeit über die Azteken aus dem Jahr 1951 an der ENAH behandelt diese Problematik.
In ihrer Masterarbeit beschrieb Chapman den Aufstieg der Azteken von einer einfachen Jäger- und Sammlerkultur zu einem riesigen Reich. In diesem Zusammenhang begann sie mit der Auswanderung der Azteken aus Aztlán in Nordmexiko. Um das Jahr 1320 ließen sich die Azteken auf einer Insel im Texcoco-See nieder, ein mittlerweile beinahe gänzlich trocken gefallener See im Süden des Tals von Mexiko. Später errichteten sie dort ihre Hauptstadt Tenochtitlan. Kurz nach ihrer Ankunft wurden die Azteken von den benachbarten Tepaneken unterworfen und gezwungen, ihnen Tribut zu zahlen sowie sie militärisch zu unterstützen. Ein Jahrhundert später erhoben sich die Azteken und kämpften erfolgreich gegen die Tepaneken (1427–1432), um ihre Unabhängigkeit wieder zu erlangen. Dieser Sieg leitete die aztekische Herrschaft auf einem Großteil von Mesoamerika in weniger als einem Jahrhundert ein. Kurz vor der spanischen Eroberung Mexikos umfasste das Reich der Azteken ein riesiges Gebiet. Es erstreckte sich vom Norden (heute der mexikanische Bundesstaat Michoacán) bis zu einer Enklave im Süden entlang der Pazifikküste von Guatemala. Zu dieser Zeit lebten im Norden die Tarasken, welche von den Azteken nicht unterworfen werden konnten. Nach der Auffassung von Chapman waren die Azteken vor allem Krieger, die überzeugt waren, große Gebiete unterwerfen zu können und diese zu Tributdienst zu verpflichten. In ihrer Masterarbeit ging sie auf die gut bekannte Hypothese des preußischen Generalmajors, Heeresreformers, Militärwissenschaftlers und -ethikers Carl von Clausewitz ein, dass Krieg eine Projektion der Gesellschaft selbst war. Im Weiteren äußerte sie die Vermutung, dass die Azteken ihren Unabhängigkeitskrieg mit den Tepaneken nur überstehen konnten dank der Techniken, welche sie als Jäger und Sammler erlernt hatten, während ihrer Wanderung nach Zentralmexiko. Den Sieg der Azteken führte sie auf die angewendeten Taktiken zurück, die sie zuvor von den Tapaneken erlernten. In ihren späteren Analysen der Kontraste zwischen den Gesellschaften der Selk’nam und der Yámana im Feuerland nahm sie erneut Bezug auf von Clausewitz.
In den frühen 1950er Jahren kehrte sie in die Vereinigten Staaten zurück und machte ihre Doktorarbeit an der Columbia University in New York City. Chapman hatte ein Teilstipendium. Während ihrer Zeit an der Columbia University besuchte sie die Vorlesungen des Archäologieprofessors William Duncan Strong. Strong unternahm unter anderem Ausgrabungen in der Bucht von Honduras. Bei einer Gelegenheit erzählte er über die Tolupan-Indianer (Jicaque), welche in den Bergen von Zentralhonduras lebten. Dies weckte ihre Neugier. Infolge der Zeit las sie auch eine Studie von Wolfgang von Hagan über eine kleine Tolupan-Gemeinschaft, welche er 1943 veröffentlichte. Sie erkannte, wie wenig man über dieses Volk wusste und wo ihr zukünftiges Tätigkeitsfeld liegen würde. Durch von Hagen wusste sie, dass die Tolupan-Indianer noch ihre Muttersprache sprachen und in einer kleinen Gemeinde namens La Montaña de la Flor (deutsch: Berg der Blumen) lebten.

### Laufbahn
Von 1953 bis 1955 arbeitete sie als Assistentin für den ungarisch-österreichischen Wirtschaftshistoriker und Wirtschafts- und Sozialwissenschaftler Karl Polanyi an der Columbia University.
Zu Beginn ihrer Laufbahn galt ihr Interesse den mesoamerikanischen Zivilisationen. In diesem Zusammenhang begann sie ihre ersten Feldforschungen 1955 in Honduras bei den Tolupan-Indianern. Die Finanzierung stammte zuerst vom Fulbright-Programm und später vom Research Institute for the Study of Man (RISM) in New York City. Bei ihrem ersten Besuch im Jahr 1955 war sie sieben Monate vor Ort. Danach verbrachte sie dort bis 1960 jedes Jahr die Sommermonate (von Januar bis März oder April). Damals dauerte es drei Tage, um von Tegucigalpa – der Hauptstadt von Honduras – nach La Montaña de la Flor zu gelangen. Zuerst war man einen Tag lang mit einem Auto oder dem Bus unterwegs zu einem kleinen Sägewerk genannt San Diego. Dort lieh sie sich jedes Jahr vom Besitzer des Sägewerks am folgenden Tag drei Pferde, davon eins für einen Angestellten, der sie begleiten sollte. Das zusätzliche Pferd war stets für ihre mitgebrachte Ausrüstung. Am Ende des zweiten Tages erreichten sie die Stadt Orica. Von dort ging es am folgenden Tag nach La Montaña de la Flor. Dort übernachtete sie stets während ihres Aufenthalts in einer kleinen Hütte in der Nähe, welche ihr eine gastfreundliche Mestizo-Familie zur Verfügung stellte. In den 1960er Jahren wurde die Pferdepiste über Orica erweitert, um den Verkehr zu erleichtern. Dadurch wurde es möglich während der trockenen Sommersaison von Tegucigalpa nach La Montaña de la Flor in ungefähr fünf Stunden zu gelangen.
Zum Zeitpunkt ihrer Feldforschungen bestand die Ansiedlung der Tolupan aus einem zerstreuten Haufen von Hütten, Maisfeldern und Kaffeeplantagen, die durch den Guarabuqui-Fluss in zwei Teile unterteilt war. Der Eingang zu dem Siedlungsteil westlich des Flusses war noch von einer Einzäunung (palenque) umschlossen, geformt von Pfählen von ungefähr zwei Metern Höhe und einer Holztür mit einem Schloss. Der andere Eingang zu dem Siedlungsteil östlich des Flusses hatte einen gewöhnlichen Zaun ohne eine Tür. Jeder der beiden Häuptlinge (caciques) wohnte in der Nähe des jeweiligen Eingangs zu seinem Siedlungsteil. Vor der Gründung der beiden Ansiedlungsteile lebten die Tolupan als patrilokale, exogame, egalitäre Stämme. Die beiden Siedlungsteile bestanden aus einem Haufen von etwa 60 Hütten, die in den umliegenden Hügeln verstreut waren. Das Gebiet ist Gemeindeland (ejido), welchen den Tolupan 1929 offiziell zugestanden wurde. Durch die Anfertigung von Stammbäumen fand Chapman heraus, dass die Bevölkerung der Ansiedlung von drei erwachsenen Paaren, ihren Kindern und einem Junggesellen in den 1860er Jahren abstammte. Einhundert Jahre später hatten die meisten Tolupan ihre Rituale vergessen und die Jugendlichen interessierten sich nicht für die mündlichen Überlieferungen. Die Wahrsagung mit Hilfe von Schnüren wurde noch von einigen älteren Männern praktiziert. Einige Familien banden noch die Knochen der getöteten Tiere an einen Pfosten in ihren Hütten, als eine Geste des Respekts oder Dankbarkeit für die Herren ihrer Beute. Die Siedlung hatte keine öffentlichen Gebäude, Tempel, Schulen oder Geschäfte. Um 1972 bestand die Bevölkerung aus etwa 400 Indianern einschließlich einiger Mestize-Familien.
Ihren Ph.D. machte sie 1958 an der Columbia University.
Bei einem ihrer Aufenthalte in Mexiko riet Chapman ihrem ehemaligen Professor Kirchhoff sich auch mit dem Volk der Lenca in Honduras zu beschäftigen, was sie später auch tat.
1961 wurde sie Mitglied der Centre national de la recherche scientifique (CNRS) und blieb es bis zu ihren Rücktritt im Jahr 1987.
Chapman begann 1964 mit ihren Feldforschungen in der Provinz Tierra del Fuego (Argentinien) bei den letzten verbliebenen Selk’nam (Ona) und 1985 in der Region Magallanes (Chile) bei den verbliebenen Yámana. In diesem Zusammenhang weckte das französische Archäologenpaar Annette und Joseph Emperaire ihr Interesse für die Völker in Feuerland. Die Forschungsarbeit von Chapman ist maßgeblich, um die Kulturen dieser Völker zu verstehen. Dabei traf sie die letzten Mitglieder der Selk’nam: Lola Kiepja und Ángela Loij.
Ihre ersten Feldforschungen bei dem Volk der Lenca begann sie 1965 im Departamento Intibucá in Honduras. Sie verbrachte dort sieben Monate bis in das Jahr 1966 hinein. Während ihres Aufenthalts bereiste sie den größten Teil des Gebietes mit Pferd und in Bussen, um die Rituale der Lenca kennenzulernen. Chapman war noch einmal kurz 1975, 1976 und für fünf Monate zwischen 1981 und 1986 vor Ort. Im Laufe ihrer Feldforschungen konnte sie so tiefe Einblicke in ihre Kultur gewinnen: mehrere hundert Mythen, Legenden, Erzählungen und Gebete. Sie verfasste zwei Bände über die Lenca: Los Hijos del Copal y la Candela. Der erste Band befasst sich mit den Ritualen aus der prähispanischen Zeit und der zweite mit den Ritualen aus der spanischen Kolonialzeit.
1967 war sie an der Universität von Paris, Sorbonne tätig. Chapman wurde 1968 Fellow am Research Institute for the Study of Man (RISM) und 1979 Associate am Instituto Hondureño de Antropología e Historia (INAH) in Tegucigalpa. 1981 war sie an der Universität von Paris, René-Déscartes tätig. 1986 wurde sie Associate am Instituto Nacional de Antropología e Historia in Buenos Aires.
In ihrem späteren Leben betrieb sie Geschichtsforschung. In diesem Zusammenhang unternahm sie Reisen nach Honduras und nach Feuerland.
Chapman schrieb zu vielen wichtigen anthropologischen Belangen sowohl Artikel als auch Bücher. Sie machte auch Filme über das Leben und die letzten Mitglieder der Selk’nam und der Yámana.
Nach ihrem Tod in Paris in ihrem 88. Lebensjahr wurde sie dort auf dem Friedhof Père-Lachaise beigesetzt.

## Werke (Auswahl)
- 1982: Drama and Power in a Hunting Society: The Selk’nam of Tierra del Fuego[1]
- 1985: Los Hijos del Copal y la Candela (Band 1)[2]
- 1986: Los Hijos del Copal y la Candela: Tradición católica de los lencas Honduras / Ritos agrarios y tradición oral de los lencas de Honduras (Band 2)[3]
- 1986: Feminist Resources for Schools and Colleges: A Guide to Curricular Materials[4]
- 1987: La Isla de los Estados en la prehistoria: Primeros Datos Arqueológicos[5]
- 1989: El Fin de Un Mundo: Los Selk'nam de Tierra del Fuego[6]
- 1995: drei Kapitel in Cap Horn 1882–1883: Rencontre avec les Indiens Yahgan[7]
- 1998: Primary Source Readings: World History[8]
- 2002: End of a World: The Selknam of Tierra del Fuego[9]
- 2004: El fenómeno de la canoa yagán[10]
- 2006: Darwin in Tierra del Fuego[11]
- 2006: Lom: amor y venganza, mitos de los yámana[12]
- 2008: Hain: Selknam Initiation Ceremony[13]
- 2010: European Encounters with the Yamana People of Cape Horn, Before and After Darwin[14]

## Filme (Auswahl)
- 1977: The Onas: Life and Death in Tierra del Fuego[15]
- 1990: Homage to the Yahgans: The Last Indians of Tierra del Fuego and Cape Horn[16]

## Auszeichnungen
- 2003: Ehrendoktor von der University of Magallanes (UMAG) in Punta Arenas (Chile)
- 2005: Orden José Cecilio Díaz del Valle en grado de Caballero von der Foreign Relations Ministry in Tegucigalpa (Honduras) sowie andere Ehrungen vom Instituto Hondureño de Antropología e Historia (IHAH) und der University of Honduras, hauptsächlich für ihre Arbeit mit den Tolupan aus Montaña de la Flor und den Lenca aus Intibucá.
- 2005: Orden al Mérito Docente y Cultural Gabriela Mistral en el grado de Comendador vom Chilean Ministry of Education

## Trivia
Chapman gab 1947 mit anderen Studenten der ENAH das Journal Anthropos in Mexiko-Stadt heraus.
Unter ihren Kommilitonen an der Columbia University war der argentinische Archäologe Alberto Rex González. Chapman traf ihn später in Buenos Aires wieder. Mit seiner Ehefrau Ana Montes drehte sie einen Film über die überlebenden Selk'nam in der Provinz Tierra del Fuego.